# Летово (Рыбновский район)
Летово — село в Рыбновском районе Рязанской области России, входит в состав Истобниковского сельского поселения.

## География
Село расположено в 6 км на север от центра поселения села Истобники, в 10 км на север от райцентра города Рыбное.

## История
Космодамианская церковь в селе Летове впервые упоминается в окладных книгах 1676 года, при ней в приходе было 91 двор, в том числе — 15 боярских. В 1819 году помещиком Кошелевым в селе была построена каменная церковь того же наименования с Никольским приделом.
В XIX — начале XX века село входило в состав Волынской волости Рязанского уезда Рязанской губернии, с 1924 года — в составе Рыбновской волости. В 1905 году в селе было 63 двора.
С 1929 года село являлось центром Летовского сельсовета Рыбновского района Рязанского округа Московской области, с 1937 года — в составе Истобниковского сельсовета Рязанской области, с 2005 года — центр Истобниковского сельского поселения.

## Население
| 1859 | 1906 | 2010 |
| ---- | ---- | ---- |
| 390  | ↗473 | ↘61  |